# Taurolaena crimeana
 (mai 2021).
Genre
Espèce
Synonymes
- Rilaena crimeana Chemeris & Kovblyuk, 2005

Taurolaena crimeana, unique représentant du genre Taurolaena, est une espèce d'opilions eupnois de la famille des Phalangiidae.

## Distribution
Cette espèce est endémique de Crimée en Ukraine.

## Description
Le mâle holotype mesure 5,48 mm et la femelle paratype 7,62 mm.

## Systématique et taxinomie
Cette espèce a été décrite sous le protonyme Rilaena crimeana par Chemeris et Kovblyuk en 2005. Elle est placée dans le genre Taurolaena par Snegovaya et Staręga en 2009.

## Étymologie
Son nom d'espèce lui a été donné en référence au lieu de sa découverte, la Crimée.

## Publications originales
- Chemeris & Kovblyuk, 2005 : « A contribution to the knowledge of the harvestman fauna of the Crimea (Arachnida: Opiliones). » Arthropoda Selecta, vol. 14, no 4, p. 305–328 (texte intégral).
- Snegovaya & Staręga, 2009 : « Taurolaena, a new genus of Phalangiidae (Opiliones). » Revista Ibérica de Aracnología, no 17, p. 37–44 (texte intégral).